# Lockheed XF-90
Lockheed XF-90 byl jednomístný dvoumotorový proudový doprovodný a průnikový stíhací letoun vyvíjený americkým výrobcem Lockheed Corporation. Byl produktem divize Skunk Works (ocifiálně Advanced Development Products) společnosti Lockheed. První let absolvoval roku 1949. Do zrušení projektu roku 1950 byly postaveny dva prototypy. Jeden z prototypů se dochoval jako muzejní exponát.

## Historie

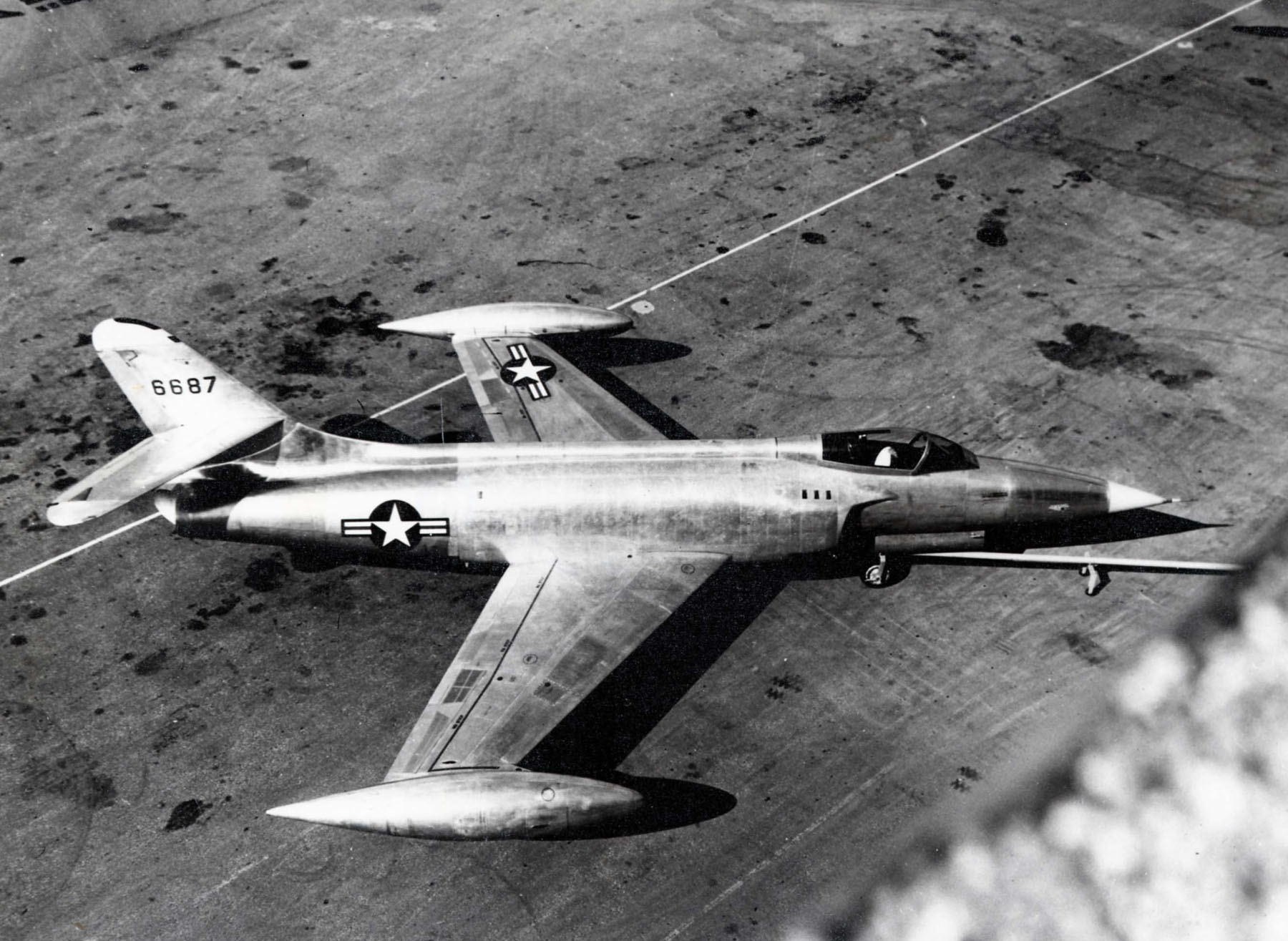
Prototyp XF-90 (sériové číslo 46-687)

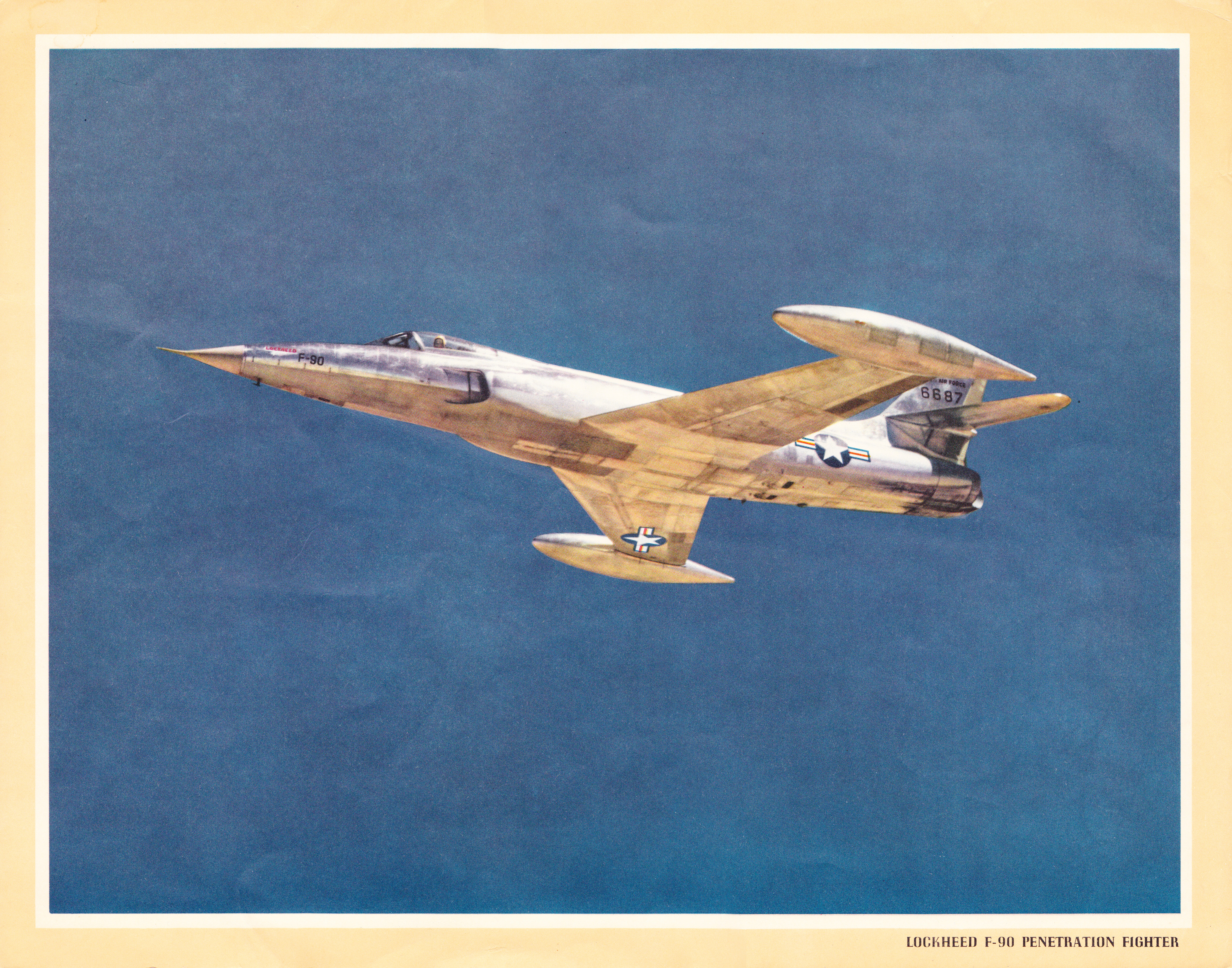
Prototyp XF-90 (sériové číslo 46-687)

Vývoj letounu XF-90 byl reakcí na požadavek amerického letectva na nový doprovodný a průnikový stíhací letoun. Ze stejné soutěže vzešly rovněž typy McDonnell XF-88 Voodoo, který byl základem úspěšného McDonnell F-101 Voodoo a North American YF-93, který byl derivátem známého F-86 Sabre. Vývojem byla pověřena divize společnosti Lockheed známá jako Skunk Works. Vedli jej konstruktéři Clarence Johnson a Willis Hawkins. Vycházely z komponentů úspěšného typu Lockheed P-80 Shooting Star. Oproti němu byl XF-90 dvoumotorový, měl šípové křídlo a řadu dalších vylepšení.
Dne 10. května 1949 byly poprvé spuštěny motory ještě nedokončeného prvního prototypu XF-90. Od 13. do 17. května 1949 prototyp prodělával pojížděcí zkoušky. Následně byl odvezen na základnu Muroc v Kalifornii k letovým zkouškám. První let prototypu se uskutečnil 3. června 1949. Zkušební pilot Tony LeVier s ním zůstal ve vzduchu asi třicet minut. Druhý den ráno LeVier provedl oficiální první let XF-90 před asi 300 diváky. Doprovázel jej cvičný letoun TF-80C Shooting Star, ve kterém letěli pilot Herman „Fish“ Salmon a konstruktér Clarence Johnson.
Od 4. června do 29. července 1949 prototyp XF-90 uskutečnil sedmnáct letů. Mimo jiné byl zjištěn nedostatečný tah motorů Westinghouse J34-WE-11 bez přídavného spalování a třepetání směrovky při nízkých rychlostech. V období od 19. srpna do 6. září 1949 byla upravena směrovka a instalováno přídavné spalování. Dne 29. září 1949 prototyp poprvé letěl s přídavnými nádržemi na koncích křídel. Tehdy měl nalétáno osmnáct hodin. Zkoušky však odhalily řadu problémů, jejichž řešení bylo obtížné a program se protahoval. Mimo jiné byly problémy s přílišnou hmotností a předimenzováním konstrukce, přídavným spalováním, nepravidelností chodu motoru, hlučností v kabině, třepetáním směrovky, vysouváním slotů při vysokém zatížení, předělávány byly náběžné hrany křídla apod. Podmotorovaný letoun navíc nedosahoval odhadovaných výkonů, ani výkonů požadovaných letectvem.
V lednu 1950 byla společnost Lockheed informována, že v dubnu 1950 proběhne oficiální porovnání konkurenčních typů McDonell XF-88, Lockheed XF-90 a North American YF-93. Vývojový tým tak usilovně pracoval na odstranění co nejvíce nedostatků. Zkušební pilot LeVier zároveň při mírném střemhlavém letu dosáhl rychlosti 1,12 M. V květnu 1950 začalo zkoumání vlastností všech tří typů příslušníky amerického letectva. K dispozici měli oba prototypy XF-90.
V červenci 1950 Clarence Johnson ve Washingtonu neúspěšně nabízel nové verze bojových letounů odvozených od XF-90. Ještě 29. července 1950 si Clarence Johnson myslel, že jeho letoun vyhrál v porovnávacích zkouškách, 23. srpna 1950 se však ukázalo, že letectvo ztratilo zájem o průnikový stíhací letoun. V září 1950 byl projekt XF-90 oficiálně zrušen. Zároveň byl 11. září 1950 vítězem programu prohlášen McDonell XF-88. Přesto měl XF-90 svůj nemalý význam jako technologická zkušebna a získané zkušenosti byly využity při vývoji dalších letounů Lockheed.

## Konstrukce

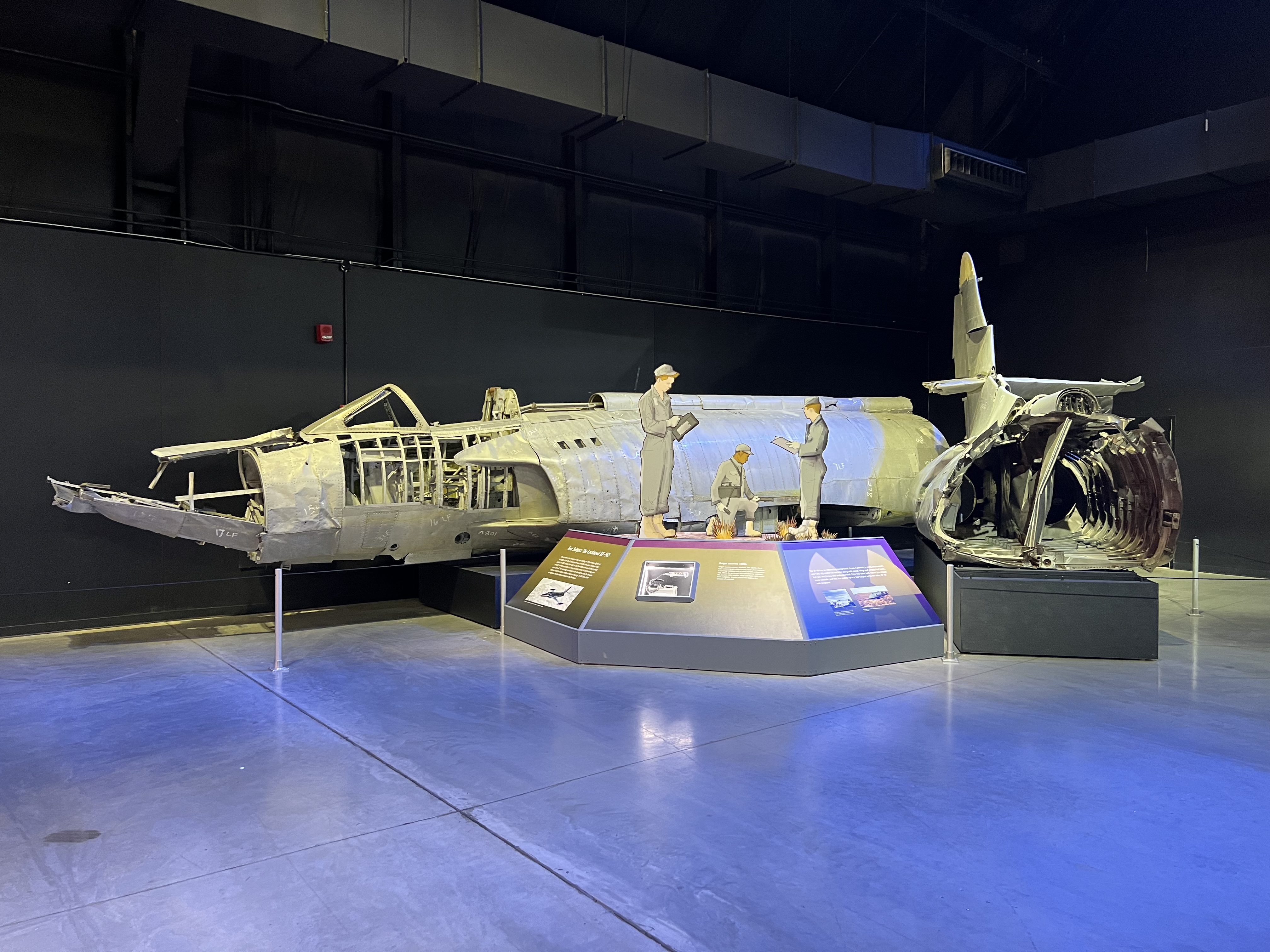
Prototyp XF-90 (sériové číslo 46-688) vystavený v Národním muzeu Letectva Spojených států amerických

Byl to dvoumotorový dolnoplošník s šípovým křídlem. Letoun poháněly dva proudové motory Westinghouse J34-WE-11, později Westinghouse J34-WE-15 s přídavným spalováním. Plánovanou výzbroj tvořilo šest 20mm kanónů, osm 127mm neřízených raket HVAR a až 907 kg pum.

## Dochovaný prototyp
Prototyp XF-90 (sériové číslo 46-688) byl roku 1952 umístěn na Nevadskou testovací střelnici, kde přečkal tři zkušební jaderné výbuchy. Roku 2003 byl přemístěn do Národního muzea Letectva Spojených států amerických v Daytonu ve státě Ohio. Je vystaven v muzejní expozici.

## Specifikace (XF-90)

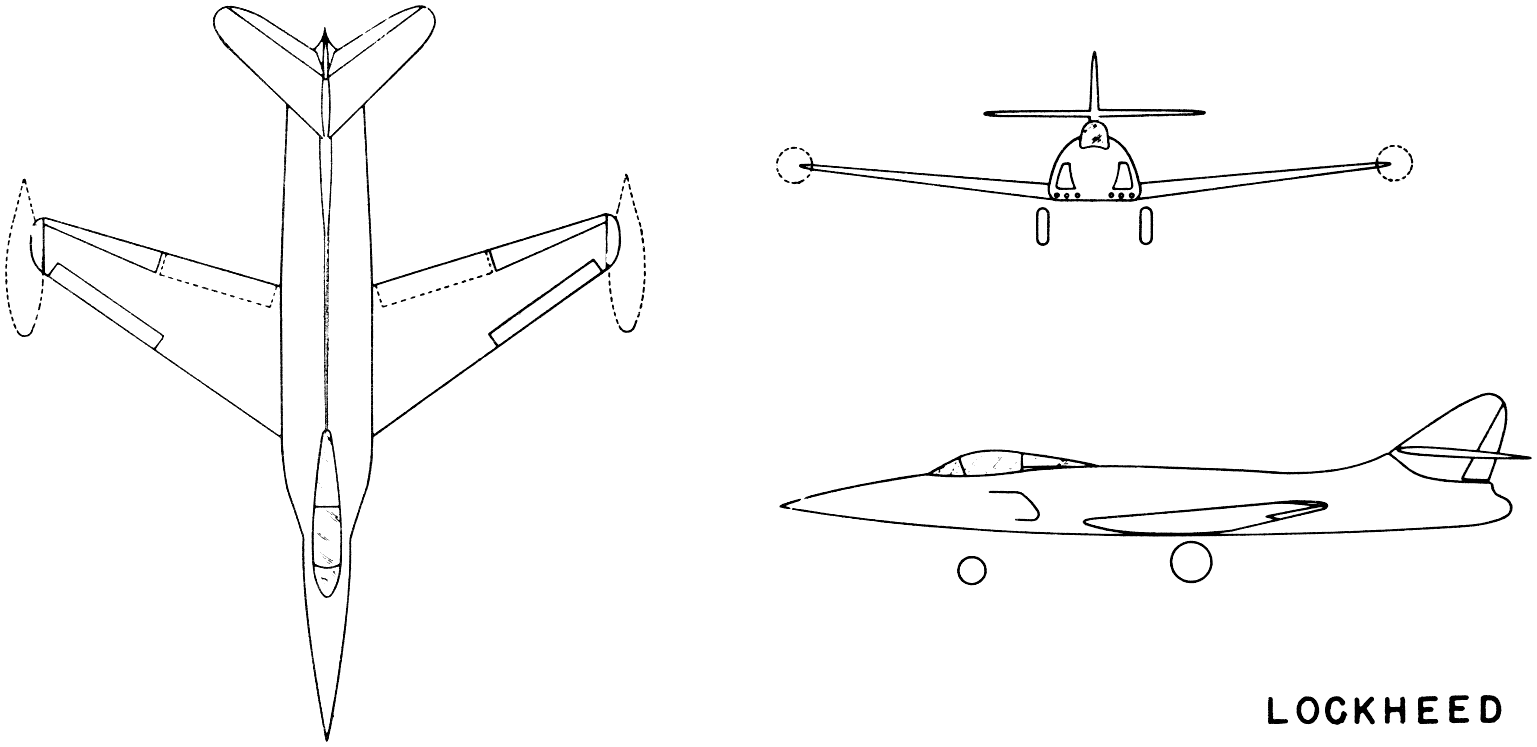
Třípohledový nákres XF-90

Citováno dle

### Technické údaje
- Osádka: 1
- Rozpětí: 12,19 m
- Délka: 17,11 m
- Výška: 4,8 m
- Nosná plocha:
- Hmotnost prázdného letounu: 8401 kg
- Maximální vzletová hmotnost: 14 088 kg
- Pohonná jednotka: 2× proudový motor Westinghouse J34-WE-15
- Tah pohonné jednotky: 1814 kp

### Výkony
- Maximální rychlost: 1070 km/h
- Dostup: 12 000 m
- Dolet: 3600 km